# Michael Landgraf (Theologe)

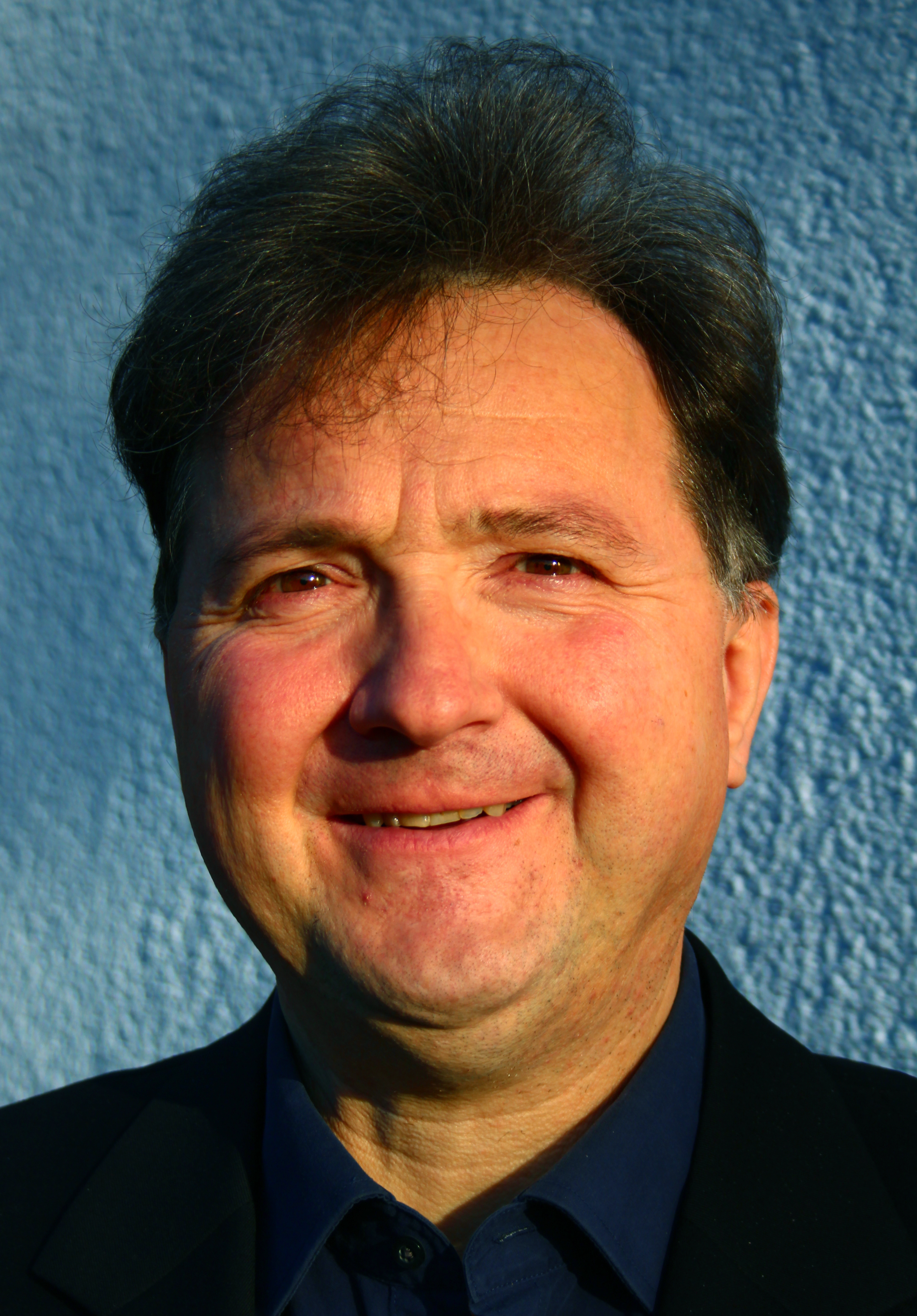
Michael Landgraf, 2015

Michael Landgraf (* 22. Juli 1961 in Ludwigshafen am Rhein) ist ein deutscher Schriftsteller, evangelischer Theologe (Mag. Theol.) und Kommunalpolitiker. Er leitet das Religionspädagogische Zentrum der Evangelischen Kirche der Pfalz in Neustadt an der Weinstraße sowie das von ihm gegründete Pfälzische Bibelmuseum. Er ist landeskirchlicher Bibelbeauftragter sowie Lehrbeauftragter für Didaktik und Religionspädagogik u. a. an der Universität Mainz. Bei der Kommunalwahl 2019 und 2024 wurde er für die SPD in den Stadtrat von Neustadt an der Weinstraße gewählt. Seit 2020 ist er einer der Neustadter Kulturbotschafter und 2022 Kulturpreisträger der Stadt.
Landgraf wurde 2022 und 2025 zum Generalsekretär des PEN-Zentrum Deutschland gewählt und war von September 2024 bis Juni 2025 dessen kommissarischer Präsident. Zudem war er 2014 bis 2017 Vorsitzender des Verbands deutscher Schriftsteller Rheinland-Pfalz. Er wirkte bei vielen Radio- und Fernsehproduktionen mit, gehört mit über 34 Übersetzungen zu den meistübersetzten Kinderbuchautoren Deutschlands, gewann Preise bei Schreibwettbewerben und wurde mit nationalen und internationalen Auszeichnungen geehrt.

## Leben
Michael Landgraf wuchs in Ludwigshafen am Rhein und in Mannheim auf. Das Studium der Theologie sowie der Philosophie und der Geschichte in Heidelberg und Göttingen schloss er 1989 mit dem Magister Theologiae ab. Danach arbeitete er als Vikar in Landau in der Pfalz und in Washington D.C. Nach seiner Ordination zum Pfarrer der Evangelischen Kirche der Pfalz unterrichtete er von 1991 bis 1999 am Goethe-Gymnasium Germersheim. In dieser Zeit wurde er Forumsleiter und Moderator beim Deutschen Evangelischen Kirchentag. 1999 übersiedelte er nach Neustadt an der Weinstraße. Dort ist er seither als Leiter des Religionspädagogischen Zentrums der Evangelischen Kirche der Pfalz Fachberater und Dozent in der Aus-, Fort- und Weiterbildung von Lehrerinnen und Lehrern sowie von Pfarrerinnen und Pfarrern. Seit 2003 ist er bundesweit Sprecher der Arbeitsgemeinschaft Religionspädagogischer Institute für die Sekundarstufe I. Er hatte seit dem Jahr 2000 Lehraufträge für Pädagogik und Fachdidaktik an der Universität Landau, an der PH Karlsruhe, an der PH Heidelberg sowie an der Kirchlich-Pädagogischen Hochschule Wien und an der Johannes Gutenberg-Universität Mainz. Außerdem führte er pädagogische Projekte in Ghana (Buch Akwaaba), Jordanien (Buch Schule für Frieden und Hoffnung), Bolivien und West-Papua (Buch Eine Welt) durch und war 2010 mitverantwortlich für das von der Bundesregierung mitfinanzierte Friedenspädagogische Symposion in Amman (Jordanien). Regelmäßig ist er als Dozent für Religionspädagogik bei Aus- und Fortbildungsinstituten im In- und Ausland tätig. 2003 wurde er Vorsitzender des Pfälzischen Bibelvereins (Bibelgesellschaft der Evangelischen Kirche der Pfalz) und Direktor des Bibelmuseums in Neustadt an der Weinstraße. 2005 bis 2017 war er Aufsichtsrat der Deutschen Bibelgesellschaft und erhielt für sein ehrenamtliches Engagement das Stuttgarter Bibelkreuz in Gold. 2020 wurde er von der Evangelischen Kirche der Pfalz zum landeskirchlichen Bibelbeauftragten ernannt und von der internationalen Ökumenischen Arbeitsgemeinschaft für Bibellesen als Berater für die Wahl der Jahreslosung und der Monatssprüche berufen.
Für Neustadt an der Weinstraße ist er seit 2016 als Reformationsbotschafter und seit 2020 als Kulturbotschafter tätig. Bei der Kommunalwahl Rheinland-Pfalz 2019 wurde er als Parteiloser für die SPD erstmals in den Stadtrat von Neustadt an der Weinstraße gewählt. 2024 wurde er wiedergewählt und ist stellvertretender Fraktionsvorsitzender der SPD-Stadtratsfraktion. Seit 2021 ist er bei der Weinbruderschaft der Pfalz als Bruderschaftsmeister und seit 2023 als Zeremonienmeister aktiv. Für die Lions Deutschland ist er in der Zone Mitte-Süd (Rheinland-Pfalz, Saarland und Südhessen) als Presse- und Kulturbeauftragter tätig und wurde hierfür 2023 mit der Melvin-Jones-Fellowship geehrt.
Für seine Leistungen als international wirkender Dozent für Religionspädagogik und Schriftsteller wurde Landgraf 2018 durch Bundespräsident Alexander Van der Bellen und durch das Ministerium für Kunst, Kultur und Medien das Österreichische Ehrenkreuz für Wissenschaft und Kunst verliehen.

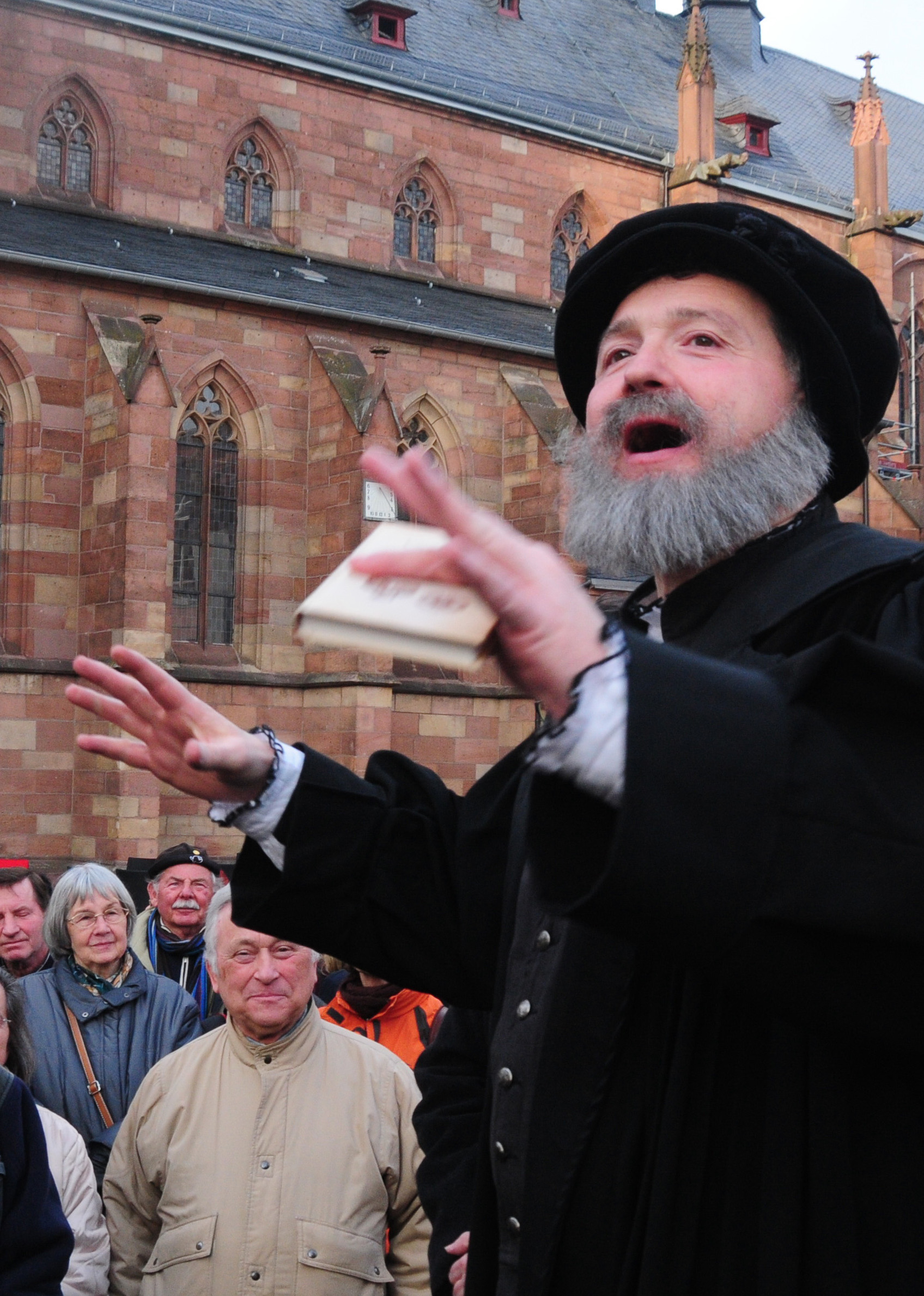
Michael Landgraf im Gewand des Zacharias Ursinus

## Autorentätigkeit
Schwerpunkte von Landgrafs literarischer Arbeit sind Prosa und Romane, Kinder- und Jugendbücher, Sachbücher und wissenschaftliche Publikationen, Schulbücher und Arbeitshilfen für den Unterricht sowie pfälzische Regionalia und Mundartliteratur. Von ihm liegen über 130 Buchtitel sowie Übersetzungen in 34 Sprachen vor. Damit ist er einer der meistübersetzten deutschen Kinderbuchautoren und der meistübersetzte Schriftsteller in Rheinland-Pfalz.
Sein historischer Roman Der Protestant (2016) beleuchtet die Reformationszeit und der 2014 erschienene Roman Felix zieht in den Krieg erzählt über den Ersten Weltkrieg. Landgrafs Jugendromane Schalom Martin (2006) und Salam Mirjam (2008) sowie sein Kinderbuch Kennst du … Die Weltreligionen sollen das interreligiöse Lernen fördern. Eine Vielzahl seiner Bücher sind religionspädagogische Sachbücher und Arbeitshilfen. Er ist Herausgeber der Schulbücher Das Kursbuch Religion (Calwer / Diesterweg) und Kinder fragen nach dem Leben (Cornelsen) sowie der Buchreihen ReliBausteine und Kennst du. Als einer der Autoren des Wissenschaftlichen Religionspädagogischen Lexikons (Wirelex) liegt sein Forschungsschwerpunkt im Bereich Geschichte der Bibel und deren Vermittlung.
Lesungen, Vorträge oder Stadtführungen in Neustadt an der Weinstraße präsentiert Landgraf oft als Person der Zeitgeschichte. So führt er in die Reformationszeit ein als historischer Druckermeister sowie als Reformator Zacharias Ursinus (Buch Ursinus erzählt). In dieser Rolle war er bei einer ZDF-Produktion, beim SWR-Fernsehen, in der Sat.1-Sendung 17:30 im Rahmen der Reihe „Geschichte im Südwesten“ sowie im niederländischen Sender NPO 2 zu sehen. Auch trat er in den Reformationsstätten Wittenberg und Dordrecht (Niederlande) auf. 2019 übernahm er die Rolle als Stadtschreiber von Neustadt an der Weinstraße und 2021 bei der 500-Jahr-Feier von Luthers Auftritt auf dem Wormser Reichstag die eines Protokollarius, in der er auch Fernsehsendungen drehte.
Von den Publikationen Landgrafs ist international am erfolgreichsten seine Kinderbibel zum Selbstgestalten, die in 33 Sprachen übersetzt wurde. Mit der Kinderlesebibel kam er 2012 in die Endauswahl (Shortlist) des Katholischen Kinder- und Jugendbuchpreises. Für die Werke Aufeinander zugehen – gemeinsam Schätze teilen sowie Kinder feiern Weihnachten – hier und überall wurde er 2018 und 2020 mit dem internationalen Comenius-Award ausgezeichnet sowie 2020 für den Preis der deutschen Schallplattenkritik (Longlist) im Bereich Kinder- und Jugendaufnahmen nominiert. 2020 gewann er den Innovationspreis der Evangelischen Kirche der Pfalz und siegte beim Schreibwettbewerb „Grenzen überwinden“ des internationalen Lesefestivals StadtLesen in Ingelheim (2020).
Seit 2003 veröffentlicht Landgraf Bücher über die Pfalz, beispielsweise für die Reihe „Glücksorte“ des Droste-Verlags und für den Gmeiner-Verlag. Er verfasst Mundartliteratur und ist einer der Mundartexperten der SWR-Redaktion Heimat sowie im Spielfilm „Hiwwe wie Driwwe 2“ über Pfälzer in Amerika. Für den DUDEN gestaltete er den 2024 erschienenen ersten Sprachführer des Verlags über das Pfälzische. Bekannt sind seine Übertragung von Texten der Bibel (z. B. Bibel uf Pälzisch), von Weisheiten und Liedern – beispielsweise zum 200-jährigen Jubiläum von Stille Nacht, Heilige Nacht. Außerdem war er 2016 Preisträger beim Mundartwettbewerb Bockenheim und ist seit 2018 Moderator und Jurysprecher beim Mundartwettbewerb Dannstadter Höhe. Landgraf wurde beim dreitägigen „Babbel doch“-Festival 2025 als erster mit dem neu geschaffenen „Babbel doch“-Mundartpreis ausgezeichnet, der langjährige und nachhaltige Verdienste um die Mundart würdigt. Durch die Zusammenarbeit mit dem Schriftsteller Harald Schneider ist Landgraf in dessen Roman-Reihe „Kommissar Palzki“ eine Realfigur in mehreren Kriminalromanen.
Regelmäßig tritt Landgraf im Rahmen der Frankfurter Buchmesse, bei der Didacta und bei Deutschen Evangelischen Kirchentagen auf. Als Schriftsteller und Performer war er 2015, 2017, 2018 und 2024 bei der Landesschau des SWR-Fernsehens in der Reihe Couchgespräche zu Gast, wie auch 2024 bei der SWR1-Sendung „Leute“. Seit 1997 ist er Autor und Sprecher der Radio-Sendung „Angedacht“ bei Radio RPR1.
Als Liedermacher schrieb er u. a. für Reinhard Horn Texte für Kinderlieder.
Als Autor engagiert er sich zusätzlich für die Literatur im Land Rheinland-Pfalz, macht viele Lesungen an Schulen, ist seit 2009 Mitorganisator der Pfälzer Buchmesse und begründete den Neustadter Kulturtalk. sowie die Literaturgruppe Textur. Er ist im Vorstand des Verbands deutscher Schriftsteller Rheinland-Pfalz und war von 2014 bis 2017 dessen Vorsitzender.
2018 wurde er ins PEN-Zentrum Deutschland berufen. Am 13. Oktober 2022 wählte ihn die Mitgliederversammlung des PEN in Darmstadt zum Generalsekretär. Gemeinsam mit PEN-Präsident José F.A. Oliver leitete er bis zum krankheitsbedingten Rücktritt des Präsidenten im August 2024 die Schriftstellervereinigung, organisiert deren Auftritte bei Buchmessen und Jahrestagungen. Zudem ist er Mitglied im Deutschen Kulturrat, bei der Deutschen Literaturkonferenz und beim Deutschen Literaturfonds sowie Vorstand der Stiftung „Freiheit des Wortes“ und Jury-Mitglied beim Hermann-Kesten-Preis. Im November 2024 wurde Landgraf durch das Präsidium kommissarisch die Leitung des PEN-Zentrums Deutschland bis zur Neuwahl im Juni 2025 bei der Jahrestagung in Darmstadt übertragen. Als kommissarischer Präsident des deutschen PEN veranstaltete er am 26. Juni 2025 einen Leseweltrekord mit Stefan Gemmel im Stadion am Böllenfalltor Darmstadt, mit 2250 Schülerinnen und Schülern aus 74 Nationen. Bei der Mitgliederversammlung des PEN Deutschland wurde er am 27. Juni 2025 erneut zum Generalsekretär gewählt.

## Weitere Funktionen (Auswahl)
- Bundessprecher AG Religionspädagogischer Institute (ALPIKA) Sekundarstufe I[55]
- Geschäftsführer der Gemeinschaft deutschsprachiger Weinbruderschaften (GDW)[56]

## Auszeichnungen
- Stipendiat Theologisches Stift Göttingen 1986[57]
- Buch des Monats Mai 2010: Bibelwerk Schweiz
- Buch des Monats Mai 2011 beim Verband Evang. Büchereiverband ELIPORT
- Buch des Monats November 2011 beim Borromäusverein
- Endauswahl (Shortlist) Katholischer Kinder- und Jugendbuchpreis 2012
- Pfalzbuch des Monats Juli 2014 der Pfalzbibliothek
- 1. Ehrenpreis der Stadt Neustadt an der Weinstraße für die Darstellung des Zacharias Ursinus (Deutscher Winzerfestumzug 2014)[58]
- Kurpfälzer Kopf der Woche (SWR 4), November 2016[59]
- Finalist beim Bockenheimer Mundartwettbewerb 2016[60]
- Berufung zum Reformationsbotschafter von Neustadt a.d.W. 2016[61]
- Ehrenpreis des Panorama-Hotels am Rosengarten für die Darstellung der Druckermeisters der Reformationszeit beim Neustadter Winzerfestzug 2017[62]
- Berufung ins PEN-Zentrum Deutschland und Mitglied im internationalen PEN Club 2018[63]
- Comenius Award (Edu-Media Siegel) 2018 für Buch und CD Aufeinander zugehen – gemeinsam Schätze teilen[64][65]
- Österreichisches Ehrenkreuz für Wissenschaft und Kunst[66][67]
- Stuttgarter Bibelkreuz in Gold (2020)[68]
- Gewinner beim Schreibwettbewerb „Grenzen überwinden“ des internationalen Lesefestivals StadtLesen in Ingelheim (2020)[69]
- Ernennung zum Kulturbotschafter für Literatur von Neustadt an der Weinstraße (2020)[70]
- Innovationspreis der Evangelischen Kirche der Pfalz für Bibel-Escape-Game (2020)[71]
- Longlist Preis der deutschen Schallplattenkritik (2020)[72]
- Ehrenurkunde mit Ehren-Pin: 40 Jahre Mitarbeit in der Kinderkirche[73]
- Comenius Award (Edu-Media Siegel) 2020 für Buch und CD Kinder feiern Weihnachten – hier und überall[74]
- Verdienstmedaille am Bande der Weinbruderschaft der Pfalz (2021)[75]
- Lions District Governor Appreciation Award 2022[76]
- Kulturpreis der Stadt Neustadt an der Weinstraße 2022[77]
- Melvin-Jones-Fellowship Award 2023[78]
- Lions District Governor Appreciation Award 2024[79]
- Ernennung zum Schulpaten der Initiative Schule ohne Rassismus – Schule mit Courage an der Paul-Gillet Realschule Plus Edenkoben (2024)[80]
- 'Babbel doch'-Mundart-Preis 2025 in Fußgönheim[81]
- Weltrekord für die „meisten Nationalitäten im Publikum einer Autorenlesung“ am 26. Juni 2025 im Stadion Darmstadt, bestätigt durch das Rekord-Institut für Deutschland (RID).[82]

## Veröffentlichungen (Auswahl)

### Kinder- und Jugendbuch / Prosa
- Die fabelhafte Welt der Elwetritsche. Edition NeaPolis, Neustadt an der Weinstraße 2023. ISBN 978-3-9825306-2-8.
- In der Fremde zuhause: Texte zu Nähe und Ferne. (Mitherausgeber), Rhein-Mosel-Verlag, Zell 2022. ISBN 978-3-89801-391-8.
- Textur – Die ersten wilden Jahre. (Mitherausgeber), Neustadt an der Weinstraße 2021. ISBN 978-3-9822921-0-6.
- Kinder feiern Weihnachten – hier und überall. Lippstadt 2019. ISBN 978-3-7668-4490-3.
- Kennst du … Das Kirchenjahr? Bilderbuch zum Selbstgestalten. Calwer-Verlag Stuttgart 2019. ISBN 978-3-7668-4490-3.
- Aufeinander zugehen – gemeinsam Schätze teilen. Christliche und islamische Geschichten, Lieder und Ideen für die interreligiöse Begegnung. Kontakte Musikverlag, Lippstadt 2018. ISBN 978-3-89617-310-2.
- Kennst du … Die Weltreligionen. Bilderbuch zum Selbstgestalten. Calwer Verlag, Stuttgart 2017, ISBN 978-3-7668-4419-4.
- Der Protestant. Historischer Roman über die Zeit der Reformation. Wellhöfer, Mannheim 2016, ISBN 978-3-95428-193-0.
- Kennst du…? Die Kirche. Bilderbuch zum Selbstgestalten. Calwer Verlag, Stuttgart 2015, ISBN 978-3-7668-4345-6.
- Felix zieht in den Krieg. Agiro, Neustadt 2014, ISBN 978-3-939233-21-3.
- Kennst du …? Jesus Christus. Bilderbuch zum Selbstgestalten. Calwer Verlag, Stuttgart 2013, ISBN 978-3-7668-4290-9.
- Ursinus erzählt. Agiro, Neustadt 2012, ISBN 978-3-939233-05-3.
- Kennst du …? Martin Luther. Bilderbuch zum Selbstgestalten. Calwer Verlag, Stuttgart 2012, ISBN 978-3-7668-4220-6.
- Kinderlesebibel. (Vandenhoeck & Ruprecht), Göttingen 2011, ISBN 978-3-525-58017-2.
- Die Bibel elementar, erzählt und erklärt. Calwer Verlag/Deutsche Bibelgesellschaft, Stuttgart 2010, ISBN 978-3-7668-4123-0.
- Akwaaba – Nachdenk- und Aktionsbuch über Ghana in West-Afrika. Evang. Presseverlag Pfalz, Speyer 2009, ISBN 978-3-939512-11-0.
- Salam Mirjam – Eine Begegnung mit dem Islam. Marix, Wiesbaden 2008, ISBN 978-3-86539-188-9.
- Kinderbibel zum Selbstgestalten. Calwer Verlag/Deutsche Bibelgesellschaft, Stuttgart 2007, ISBN 978-3-438-04048-0.
- Schalom Martin – Eine Begegnung mit dem Judentum. Marix, Wiesbaden 2006, ISBN 978-3-86539-108-7.

### Sach- und Schulbücher
- Demokratisch und Sozial. 150 Jahre SPD Neustadt an der Weinstraße, Edition Neapolis, Neustadt an der Weinstraße 2025, ISBN 978-3-9825306-8-0.
- Weinkultur leben. Die Weinbruderschaft der Pfalz. Edition NeaPolis, Neustadt 2024, ISBN 978-3-9825306-6-6.
- Evangelischer Religionsunterricht in der Pfalz. Edition NeaPolis, Neustadt 2024, ISBN 978-3-9825306-5-9.
- Der Freiheit des Wortes verpflichtet. Das PEN-Zentrum Deutschland, Edition NeaPolis, Neustadt an der Weinstraße 2024. ISBN 978-3-9825306-3-5.
- Deutsche Bibeln – Vor und nach Martin Luther. Verlagshaus Speyer und Deutsche Bibelgesellschaft, Speyer und Stuttgart 2022. ISBN 978-3-947534-26-5.
- Bibelwortkartei. Didaktische Hilfen zur Arbeit mit Bibelworten. Deutsche Bibelgesellschaft, Stuttgart 2022. ISBN 978-3-438-03997-2.
- Kinder fragen nach dem Leben – Neuausgabe 2018. Cornelsen Berlin, ab 2018. Band 1: ISBN 978-3-464-81485-7; Band 2: ISBN 978-3-464-81490-1.
- Kirchenjahr und Lebensfeste. Calwer Verlag Stuttgart 2018. ISBN 978-3-7668-4432-3.
- Science Fiction im Religionsunterricht. Vandenhoeck & Ruprecht Göttingen 2018. ISBN 978-3-525-70256-7.
- Evangelisch – Was heißt das? Calwer Verlag, Stuttgart 2015, ISBN 978-3-7668-4416-3.
- Habe Mut! Martin Luther und die Suche nach Gott. kontakte-Musikverlag, Lippstadt 2016, ISBN 978-3-89617-294-5.
- Reformation. Martin Luther und die Reformatoren, Zeitgeschehen, Reformation und Kirche heute. Calwer Verlag, Stuttgart 2016, ISBN 978-3-7668-4369-2.
- Schöpfung. Calwer Verlag, Stuttgart 2015, ISBN 978-3-7668-4344-9.
- Das Kursbuch Religion. Calwer/Diesterweg, Stuttgart 2015. Band 1: ISBN 978-3-7668-4324-1, Band 2: ISBN 978-3-425-07826-7; Band 3: ISBN 978-3-7668-4328-9.
- Fernöstliche Religionen. Calwer Verlag, Stuttgart 2015, ISBN 978-3-7668-4286-2.
- ReliHits. kontakte-Musikverlag, Lippstadt 2013, ISBN 978-3-89617-269-3.
- Altes Testament. Calwer Verlag, Stuttgart 2013, ISBN 978-3-7668-4261-9.
- Religionen der Welt. Calwer Verlag, Stuttgart 2012, ISBN 978-3-7668-4219-0.
- Jesus Christus. Calwer Verlag, Stuttgart 2012, ISBN 978-3-7668-4210-7.
- Der Bibel begegnen. Agiro, Neustadt 2012, ISBN 978-3-939233-07-7.
- Jesus begegnen. Calwer Verlag, Stuttgart 2011, ISBN 978-3-7668-4191-9.
- Bibel unterrichten. Calwer Verlag, Stuttgart 2011, ISBN 978-3-7668-4180-3.
- Bibel kreativ erkunden. Calwer Verlag, Stuttgart 2010, ISBN 978-3-7668-4140-7.
- ICH und DU. Calwer Verlag, Stuttgart 2010, ISBN 978-3-7668-4171-1.
- Schule für Frieden und Hoffnung (mit Katja Baur). Lit Verlag Münster 2010. ISBN 978-3-643-10794-7.
- Kirche erkunden. Calwer Verlag, Stuttgart 2009, ISBN 978-3-7668-4083-7.
- Unsere Kirchen. Evangelisch–Katholisch–Ökumenisch. Calwer Verlag, Stuttgart 2009, ISBN 978-3-7668-4075-2.
- Kinderbibel damals – heute – morgen. Quodlibet, Neustadt 2009, ISBN 978-3-941920-00-2.
- Eine Welt. Calwer Verlag, Stuttgart 2008, ISBN 978-3-7668-4070-7.
- Kinder fragen nach dem Leben. Cornelsen, Berlin 2006. Band 1: ISBN 978-3-464-82910-3; Band 2: ISBN 978-3-464-82911-0.
- Judentum. Calwer Verlag, Stuttgart 2007, ISBN 978-3-7668-4218-3.
- Musik in Schule und Gemeinde. Calwer Verlag, Stuttgart 2006, ISBN 978-3-7668-3929-9.
- Bibel. Calwer Verlag, Stuttgart 2005, ISBN 978-3-7668-4269-5.
- Biblia deutsch. Bibel und Bibelillustration in der Frühzeit des Buchdrucks. Verlagshaus Speyer, Speyer 2005, ISBN 978-3-925536-92-2.
- Reformation. Angst überwinden – Aufbruch wagen. Calwer Verlag, Stuttgart 2003, ISBN 978-3-925536-88-5.
- Religion, „Sekte“, oder…?. Calwer Verlag, Stuttgart 1999, ISBN 978-3-7668-4167-4.

### Regionalia Pfalz
- Wo die Pfalz am schönsten ist,  Gmeiner Verlag, Meßkirch 2025, ISBN 978-3-7801-4011-1
- Weinorte in der Pfalz. Droste-Verlag, Düsseldorf 2025, ISBN 978-3-7700-2675-3
- Pfälzisch. Alla hopp un uffbasse. DUDEN-Verlag, Berlin 2024. ISBN 978-3-4117-5687-2.
- Pfalz. 50 Rätsel mit Ausflugstipps. Gmeiner-Verlag. Meßkirch 2024. ISBN 978-3-8392-0637-9
- Neustadt an der Weinstraße und seine Weindörfer. Der Reiseführer. Edition NeaPolis, Neustadt an der Weinstraße 2023, ISBN 978-3-9825306-0-4.
- Pfalz – Radeln für die Seele. Droste Verlag Düsseldorf 2023, ISBN 978-3-7700-2423-0.
- Glücksorte an der Deutschen Weinstraße. Fahr hin und werd glücklich. Droste-Verlag, Düsseldorf 2022. ISBN 978-3-7700-2276-2.
- P(f)älzer Weihnachten. Agiro, Neustadt 2020. ISBN 978-3-946587-28-6.
- Weisheiten uff Pälzisch. Wellhöfer, Mannheim 2017. ISBN 978-3-95428-232-6.
- Bunte Pfalz. Wellhöfer, Mannheim 2016, ISBN 978-3-95428-190-9.
- Weechwaiser. Die Zeeh Geboode uff Pälzisch. Nürnberg 2016.
- Grüße aus der Pfalz – in alten Postkarten. Agiro, Neustadt 2016, ISBN 978-3-939233-62-6.
- Heimat-Kirche-Pfalz, mit Gerhard Hofmann, Wellhöfer, Mannheim 2015, ISBN 978-3-95428-168-8.
- Pälzisch (Pfälzisch). Einführung für Einheimische und Fremde. Agiro, Neustadt 2014, ISBN 978-3-939233-30-5.
- Die Stiftskirche zu Neustadt an der Weinstraße. Agiro, Neustadt 2014, ISBN 978-3-939233-34-3.
- Kärchejohr. Agiro, Neustadt 2014, ISBN 978-3-939233-16-9.
- Meine bunte Welt Fibel 1967–1977. Agiro, Neustadt 2014, ISBN 978-3-939233-22-0.
- Elwetritsche. Agiro, Neustadt 2013, ISBN 978-3-939233-15-2.
- Woihnachtsgschicht uff Pälzisch. Agiro, Neustadt 2013, ISBN 978-3-939233-17-6.
- Meine bunte Welt Fibel 1952–1967. Agiro, Neustadt 2012, ISBN 978-3-939233-11-4.
- Bibelsprich uff Pälzisch. Agiro, Neustadt 2012, ISBN 978-3-939233-06-0.
- Kinder, das ist Neustadt. verlag regionalkultur, Ubstadt-Weier 2009, ISBN 978-3-89735-575-0.
- Die Bibel und die Pfalz. verlag regionalkultur, Ubstadt-Weier 2005, ISBN 978-3-89735-418-0.
- Bibel uf Pälzisch. Biblische Geschichten in Pfälzer Mundart. verlag regionalkultur, Ubstadt-Weier 2005, ISBN 978-3-89735-283-4.

### Audiovisuelle Medien und Filme
- CD: Kinder feiern Weihnachten – hier und überall. (CD-Produktion mit Reinhard Horn), Lippstadt 2019.
- CD: Aufeinander zugehen – gemeinsam Schätze teilen. (CD-Produktion mit Reinhard Horn, Lippstadt 2018). ISBN 978-3-89617-311-9.
- CD: Habe Mut! Martin Luther und die Suche nach Gott. (CD-Produktion mit Reinhard Horn)
- CD: ReliHits. Lieder für den Religionsunterricht. (CD-Produktion mit Reinhard Horn und Uli Walter). kontakte-Musikverlag, Lippstadt 2013.
- DVD: Pfälzische Kirchengeschichte multimedial., CD-Rom. Verlag regionalkultur, Ubstadt-Weier 2003.
- Radio: Autor der Reihe 'Angedacht' beim Radio-Sender RPR1[83]
- Film: Sat 1 – 17:30, Reihe `Geschichte im Südwesten´ vom 14. August 2020: Zacharias Ursinus führt durch die historische Altstadt von Neustadt an der Weinstraße.[84]
- Film des PEN-Zentrums Deutschland 2020: Lesung Michael Landgraf, Der Protestant.[85]
- Filme: Landesschau Rheinland-Pfalz. Reihe: Couchgespräche. Am 20. Dezember 2018 zu den Themen 'Berufung ins P.E.N. Zentrum, Österreichisches Ehrenkreuz für Wissenschaft und Kunst sowie Moderation des Mundartwettbewerbs Dannstadter Höh'[86], am 6. Februar 2017 zu den Themen 'Reformationsbotschafter Neustadts und Roman Der Protestant'[87] und am 21. Mai 2015 zu den Themen 'Stadtführungen uff Pälzisch und die weltweite Verbreitung der Kinderbibel zum Selbstgestalten'.[47][88]
- ZDF-Gottesdienst 'Mutig nach vorne schauen'. Teaser[89] und Film[90]
- Filme der SWR-Reihe 'Heimat' als Mundartexperte.[91]
- Film: Die Stiftskirche in Neustadt. SWR-Fernsehen, Reihe 'Himmel auf Erden' 2018.[92]
- Film 'Bibel-Buchdruck-Beduinen', Pfälzisches Bibelmuseum Neustadt an der Weinstraße 2016.[93]
- Film 450 Jahre Heidelberger Katechismus, als Zacharias Ursinus. Reihe „Pfalz bewegt“ 2013[94]